# Launglon
Launglon är en kommun i Myanmar.   Den ligger i regionen Taninthayiregionen, i den södra delen av landet, 700 km söder om huvudstaden Naypyidaw. Antalet invånare är 136 365.